# Долоґані
Долоґані (груз. დოლოგანი) — село в Грузії.
За даними перепису населення 2014 року в селі проживає 417 осіб.